# Baureihe 420
Baureihe 420 – elektryczny zespół trakcyjny produkowany w latach 1969-1996 dla kolei zachodnioniemieckich.
Wyprodukowano 480 zespołów trakcyjnych. Zostały wyprodukowane do prowadzenia podmiejskich pociągów pasażerskich na zelektryfikowanych liniach kolejowych. Pierwszy zespół wyprodukowano w listopadzie 1969 roku. Ostatni wyprodukowano w październiku 1997 roku.
Zespoły trakcyjne były malowane na kolor biały oraz pomarańczowy. Niektóre zespoły trakcyjne eksploatowane były przez koleje szwedzkie w Sztokholmie. Jeden zespół trakcyjny zachowano jako eksponat zabytkowy.